# The Seattle Times

Das moderne Gebäude der Seattle Times

The Seattle Times ist eine US-amerikanische Tageszeitung im Bundesstaat Washington. Sie hat ihren Sitz in Seattle. Sie wurde 1891 als Seattle Press-Times mit einer Auflage von 3.500 Exemplaren gegründet und ist heute die auflagenstärkste Zeitung im Bundesstaat. Herausgeber der Zeitung ist The Seattle Times Company, die mehrheitlich der Familie Blethen gehört. Bereits neunmal erhielten Reportagen der Zeitung die Auszeichnung Pulitzer-Preis. Die Auflage lag im Jahr 2013 bei etwa 275.000 Exemplaren. Herausgeber ist Frank A. Blethen, die Redaktion wird von Kathy Best geleitet.